# Ormaiztegi (przystanek kolejowy)
Ormaiztegi (hiszp: Estación de Ormaiztegui, bask: Ormaiztegiko geralekua) – przystanek kolejowy w miejscowości Ormaiztegi, w prowincji Gipuzkoa, we wspólnocie autonomicznej Kraj Basków, w Hiszpanii. Jest obsługiwany przez pociągi linii C-1 Cercanías San Sebastián.

## Położenie stacji
Znajduje się na 574,162 km linii Madryt – Hendaye rozstawu normalnotorowego, na wysokości 234 m n.p.m. Linia jest dwutorowa i zelektryfikowana.

## Historia
Przystanek został otwarty w dniu 20 sierpnia 1864 wraz z uruchomieniem odcinka Alsasua (Olazagoitia)-Beasain linii Madryt-Hendaye. Przystanek jak i linię wybudowała Compañía de los Caminos de Hierro del Norte de España, która zarządzała linią do 1941 roku kiedy nastąpiła nacjonalizacja kolei w Hiszpanii i włączono ją do nowo utworzonego RENFE.
Od 31 grudnia 2004 infrastrukturą kolejową zarządza Adif.

## Linie kolejowe
- Madryt – Hendaye